# Eerste Kamerverkiezingen 2007/Kandidatenlijst/SP
De kandidatenlijst voor de Eerste Kamerverkiezingen 2007 van de SP werd als volgt vastgesteld:

## Lijst
1. Tiny Kox
2. Tineke Slagter-Roukema
3. Anja Meulenbelt
4. Geert Reuten
5. Eric Smaling
6. Tuur Elzinga
7. Sineke ten Horn
8. Arjan Vliegenthart
9. Nanneke Quik-Schuijt
10. Kees Slager
11. Paul Peters
12. Ineke Palm
13. Jules Iding
14. Jeroen Zonneveld
15. Theo Cornelissen
16. Ad van de Kolk
17. Riet de Wit-Romans
18. Düzgün Yildirim
19. Willem Bouman
20. Bob Ruers
21. Trix de Roos-Consemulder
22. Johan van den Hout
23. Philip Oosterlaak
24. Agnes Lewe
25. Felix van Ballegooij
26. Mariska ten Heuw
27. Anna de Groot
28. Piet de Peuter
29. Herbert van Ravenzwaaij
30. Jamila Yahyaoui

1995 · 1999 · 2003 · 2007 · 2011 · 2015 · 2019 · 2023